# Cleome titubans
Cleome titubans là một loài thực vật có hoa trong họ Màng màng. Loài này được Speg. mô tả khoa học đầu tiên năm 1883.